# Silvibacterium
Silvibacterium es un género de bacterias gramnegativas de la familia Acidobacteriaceae. Fue descrito en el año 2016. Su etimología hace referencia a suelo del bosque. Son bacterias aerobias y de movilidad variable. Se encuentran en suelos forestales. 

## Taxonomía
Actualmente existen 2 especies descritas:
- Silvibacterium bohemicum
- Silvibacterium dinghuense